# Horizon Worlds
Horizon Worlds (dawniej Facebook Horizon) – darmowy, wirtualny świat stworzony w wirtualnej rzeczywistości przez Meta Platforms na Oculus Rift S i Oculus Quest 2. Gra została udostępniona 9 grudnia 2021 w  Stanach Zjednoczonych i Kanadzie po fazie testów na zaproszenie.